# Nagothana
Nagothana (o Nagothna) è una suddivisione dell'India, classificata come census town, di 10.168 abitanti, situata nel distretto di Raigad, nello stato federato del Maharashtra. In base al numero di abitanti la città rientra nella classe IV (da 10.000 a 19.999 persone).

## Geografia fisica
La città è situata a 18° 31' 60 N e 73° 7' 60 E e ha un'altitudine di 11 m s.l.m..

## Società

### Evoluzione demografica
Al censimento del 2001 la popolazione di Nagothana assommava a 10.168 persone, delle quali 5.343 maschi e 4.825 femmine. I bambini di età inferiore o uguale ai sei anni assommavano a 1.410, dei quali 728 maschi e 682 femmine. Infine, coloro che erano in grado di saper almeno leggere e scrivere erano 7.964, dei quali 4.366 maschi e 3.598 femmine.